# Włodzimierz Zawadzki
Włodzimierz Zawadzki (n. 28 septembrie 1967, Polany, Masovian Voivodeship⁠(d), Radom County⁠(d), Mazovia, Polonia) este un luptător ce a reprezentat Polonia, medaliat olimpic. A participat la 4 ediții ale Jocurilor Olimpice (1992, 1996, 2000, 2004) în care a câștigat o medalie de aur.